# Giornata della Russia
La Giornata della Russia (in russo День России?, Den' Rossii) è la festa nazionale della Federazione Russa. La ricorrenza nazionale è celebrata ogni anno il 12 giugno, dal 1992.

## Storia
La ricorrenza ricorda l'adozione della dichiarazione di sovranità statale della Repubblica Socialista Federativa Sovietica Russa (RSFSR) il 12 giugno 1990. La dichiarazione ha segnato l'inizio della riforma costituzionale nello Stato sovietico russo e la proclamazione della sovranità della Federazione. La dichiarazione fu firmata da allora presidente del Soviet Supremo della Repubblica Socialista Federativa Sovietica Russa, Boris Yeltsin, una delle figure politiche russe più note dell'epoca, che nel giugno del 1990, appunto, dichiaró la sovranità della Russia. Oggi la festività viene celebrata con parate militari, discorsi e spettacoli pirotecnici, e ancora oggi per molti russi questa festa rappresenta l'indipendenza della Russia e non la sovranità del Paese stesso.